# Lithodytes lineatus
Genre
Espèce
Synonymes
- Rana lineata Schneider, 1799
- Rana castanea Shaw, 1802
- Bufo albonotatus Daudin, 1803
- Rana schneideri Merrem, 1820
- Leptodactylus hemidactyloides Andersson, 1945
- Leptodactylus lineatus (Schneider, 1799)

Statut de conservation UICN

 LC  : Préoccupation mineure
Lithodytes lineatus, unique représentant du genre Lithodytes, est une espèce d'amphibiens de la famille des Leptodactylidae.

## Répartition
Cette espèce se rencontre du niveau de la mer jusqu'à 1 800 m d'altitude dans l'est du Pérou, dans l'est de l'Équateur, en Bolivie, au Brésil, au Venezuela, en Guyane, au Guyana et au Suriname,.

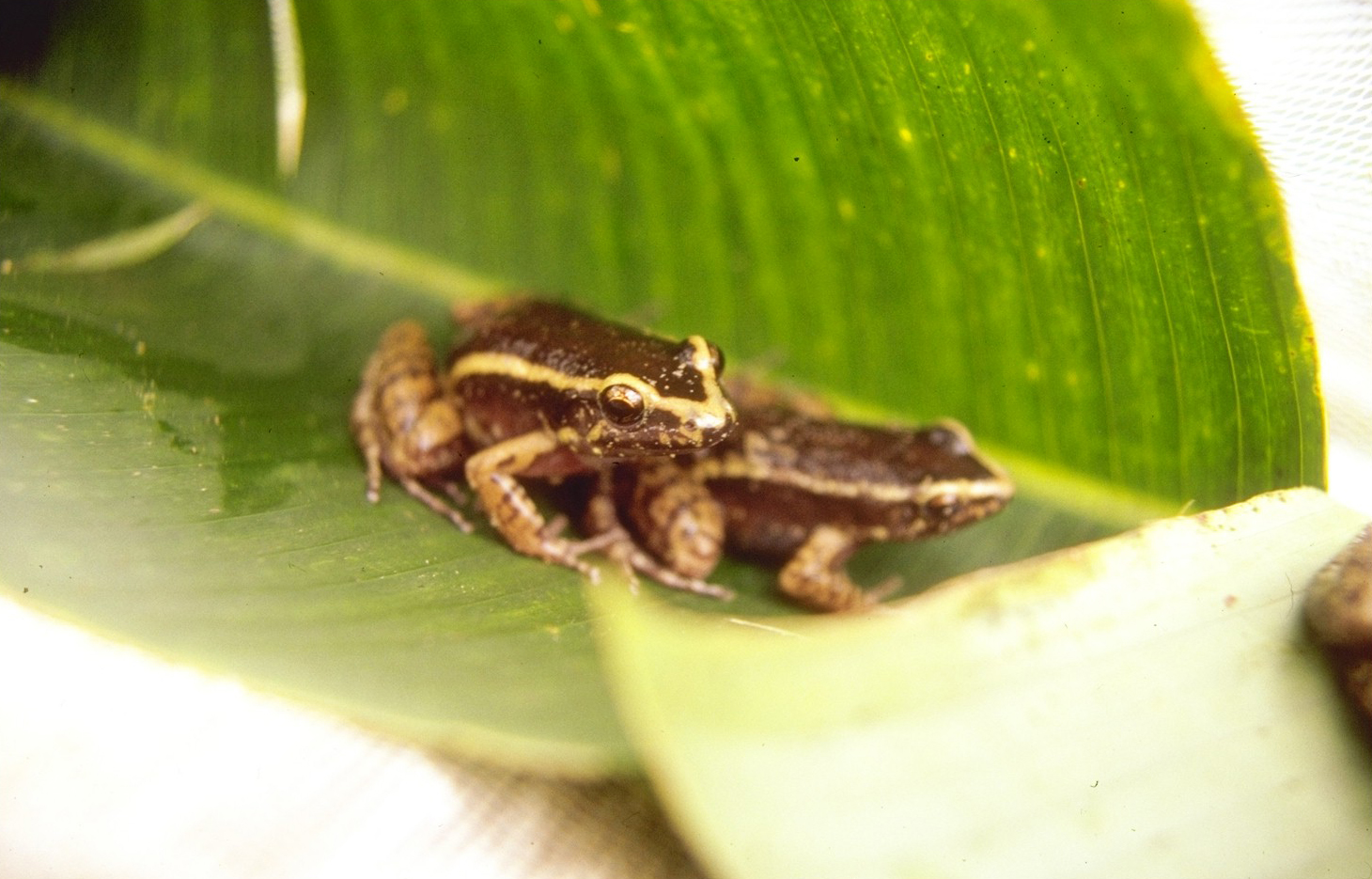

## Publications originales
- Fitzinger, 1843 : Systema Reptilium, fasciculus primus, Amblyglossae. Braumüller et Seidel, Wien, p. 1-106 (texte intégral).
- Schneider, 1799 : Historiae amphibiorum naturalis et literariae fasciculus primus, vol. 1 (texte intégral).